# Val de Louyre et Caudeau
Val de Louyre et Caudeau is een gemeente in het Franse departement Dordogne in de regio Nouvelle-Aquitaine. De gemeente maakt deel uit van het arrondissement Périgueux. Val de Louyre et Caudeau telde op 1 januari 2022 1.592 inwoners.

## Geschiedenis
Val de Louyre et Caudeau is op 1 januari 2017 ontstaan door de fusie van de gemeenten Cendrieux en Sainte-Alvère-Saint-Laurent Les Bâtons. Deze laatste gemeente was op 1 januari 2016 ontstaan door de fusie van de toenmalige gemeenten Sainte-Alvère en Saint-Laurent-des-Bâtons.
Bij de vorming van de nieuwe gemeente is de huidige naam ontstaan, vernoemd naar de riviertjes Louyre en Caudeau die over het grondgebied stromen, en die bij elkaar komen in de lager gelegen gemeente Lamonzie-Montastruc.

## Geografie
De belangrijkste plaatsen in de gemeente zijn Cendrieux, Saint-Laurent-des-Bâtons en Sainte-Alvère. Verder zijn er diverse kleinere dorpen en gehuchten.
De oppervlakte van Val de Louyre et Caudeau bedraagt 82,12 km², de bevolkingsdichtheid is 19 inwoners per km² (per 1 januari 2019).
De onderstaande kaart toont de ligging van Val de Louyre et Caudeau met de belangrijkste infrastructuur en aangrenzende gemeenten.

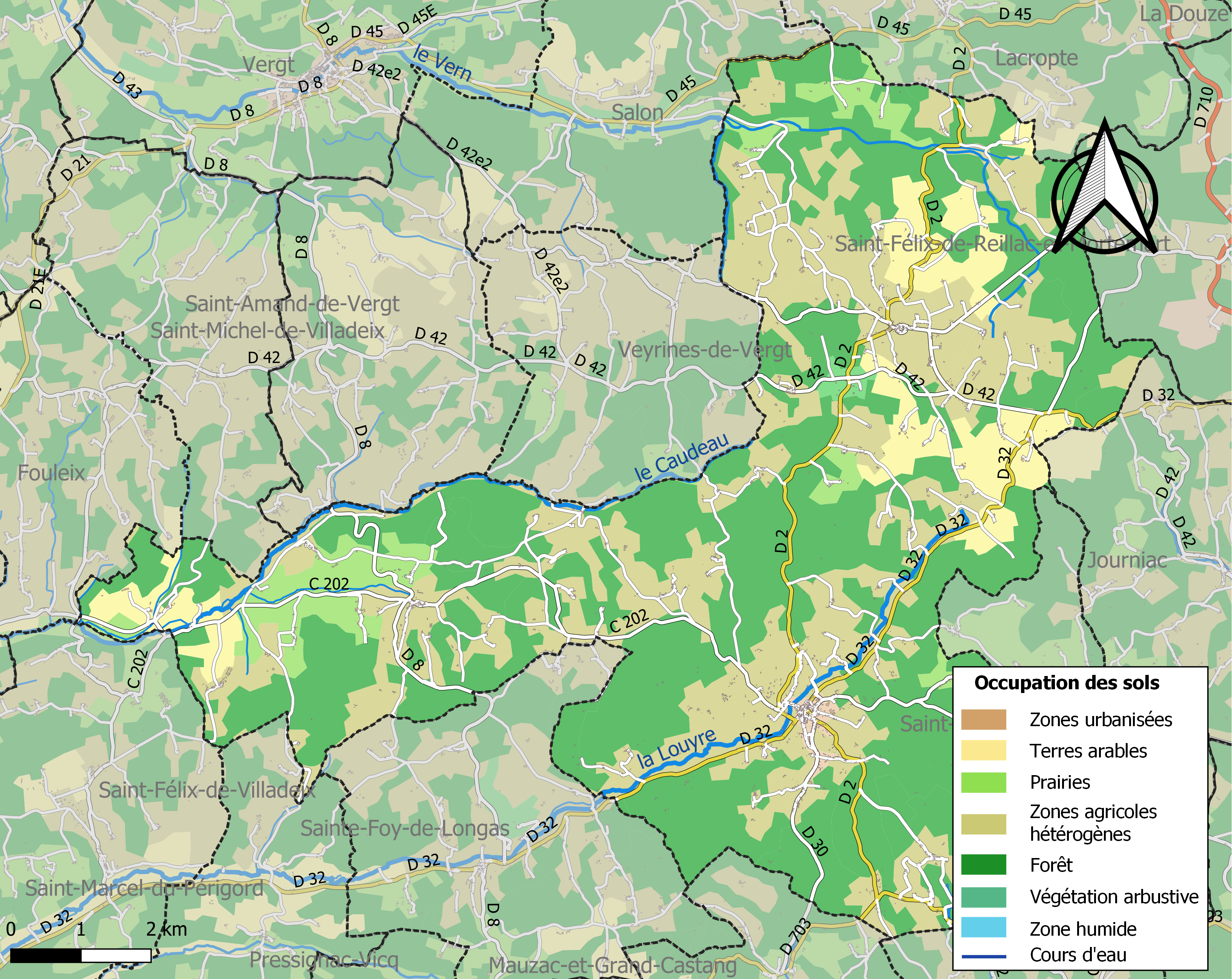